# Meurandeh (Manyak Payed)
Meurandeh is een bestuurslaag in het regentschap Aceh Tamiang van de provincie Atjeh, Indonesië. Meurandeh telt 1155 inwoners (volkstelling 2010).